# Vom Geist der Weihnacht
Vom Geist der Weihnacht ist ein Musical des deutschen Komponisten Dirk Michael Steffan, basierend auf Charles Dickens’ A Christmas Carol. Darüber hinaus existiert eine überarbeitete Fassung namens Der Geist der Weihnacht, die seit 2023 regelmäßig aufgeführt wird.

## Handlung

### Prolog
Nur in der überarbeiteten Fassung enthalten. Der ehemalige Geizhals Ebenezer Scrooge bringt einem Waisenhaus Geschenke und beginnt, seine Geschichte zu erzählen.

### Akt I
Heilig Abend, auf einem Markt in London bereiten sich Alle auf das bevorstehende Weihnachtsfest vor (Ouvertüre I, Am Heiligen Abend). Mitten in diesem Jubel und Trubel fällt der Geist Jacob Marley auf die Erde. Er ist in Ketten gelegt, weil er in seinem Leben ein schlechter Mensch war und kann erst in den Himmel aufgenommen werden, wenn er seinen ebenfalls schlechten, ehemaligen Geschäftspartner Ebenezer Scrooge vor dem gleichen Schicksal bewahrt. Marleys bisherigen Versuche sind immer gescheitert und er wird für immer gefesselt bleiben, wenn er es in diesem Jahr nicht schafft (Ich bin ein Geist). Nachdem er Scrooge gefunden hat, folgt er diesem in sein Büro.
In Scrooges Büro trifft Marley auf den Schreiber Bob Cratchit, den er einst als Jungen eingestellt hatte und den Scrooge regelmäßig misshandelt. Das Büro wird von Cratchits Sohn Timmy und den zwei Spendensammlern Mr. Highprice und Mr. Lowprice besucht, die um ein wenig Geld für die Armen bitten (Jeder hat ein Recht auf Glück). Nachdem ein Sternsänger ins Büro kommt und von Scrooge prompt wieder rausgeschmissen wird (Hoch am Himmel), entschließt sich Scrooge, das Büro für den Abend zu schließen. Timmy lädt Scrooge zum Weihnachtsessen der Cratchits ein, wird aber von ihm abgewiesen. Scrooge beklagt sich auf dem Heimweg über die Weihnachtszeit und was sie aus den Menschen macht. (Weihnachten ist Rattendreck).
Auf ihrem Heimweg sprechen die Cratchits über Scrooge und Timmy fragt sich, warum Scrooge so böse ist (Weihnacht, Weihnacht).
In Scrooges Schlafzimmer erwartet Marley gespannt die Geisterstunde. Nachdem die Uhr Zwölf geschlagen hat, wird er für Scrooge sichtbar. Marley erklärt Scrooge seine Lage und zeigt ihm mit Hilfe seiner ebenfalls gefesselten Freunde, was Scrooge nach dem Tode erwartet, wenn er sich nicht ändert (In Ketten geschmiedet). Marley und Scrooge werden von dem Engel der Weihnacht aufgesucht (Spiegel der Zeit), der sie auf eine Reise durch die Zeit mitnehmen will (Folge mir).
In der Vergangenheit sehen sie Scrooge als einsames Schulkind und als Lehrling im Laden von Mr. Fezziwig, wo er auch Marley kennen lernte. Fezziwig und die zwei jungen Männer bereiten alles für Fezziwigs jährliche Weihnachtsfeier vor (Nur eine Kleinigkeit, Fezziwigs Tanz). Belle, Fezziwigs Tochter, war Scrooges große Liebe. Das Verhältnis wird allerdings von ihr beendet, da der junge Scrooge immer mehr aufs Geld und seinen geschäftlichen Erfolg fokussiert ist (Ein Leben lang). Dem alten Scrooge wird zum ersten Mal klar, was er in seinem Leben alles getan und versäumt hat (Was habe ich getan).

### Akt II
Marley ist in Sorge. Die Bilder, die der Engel Scrooge aus seinem Leben zeigte, haben ihn nur noch trauriger und hoffnungsloser gemacht. Marleys vier Freunde, Mr. Beavis, Mrs. Pillbox, Mrs. Shellcock und Mr. Butthead, die ihre Ketten nie mehr loswerden und sich damit abgefunden haben, versuchen ihn aufzuheitern (Oops, das tut uns leid). Scrooge hat aufgegeben und entschuldigt sich bei Marley dafür, dass er sich nicht ändern kann. Der Engel und Marley versuchen, Scrooge zu ermutigen und ihn umzustimmen (Lied eines Engels, Scrooge, wach endlich auf).
Der Engel, Marley und der widerwillige Scrooge reisen in die Gegenwart weiter, dort besuchen sie Familie Cratchit beim Weihnachtsessen (Hoch am Himmel – Reprise). Mr. Cratchit möchte auf Scrooge anstoßen, was von seiner Familie erst unter Protest abgelehnt wird. Sie lassen sich jedoch von Timmy umstimmen und trinken auf Mr. Scrooge.
Gerührt von dem Maß an Liebe, das die Cratchits trotz ihrer ärmlichen Verhältnisse aufbringen, fühlt sich Scrooge beinahe wieder im Stande, sich zu ändern. Jedoch zweifelt er immer noch, ob er sich auch ohne seinen toten Freund und den Engel ändern kann, oder ob er nach dieser Reise wieder zum gleichen, alten Geizkragen wird, wie vorher (Diese Nacht soll niemals enden). Auch hat Scrooge Sorge über die Reaktion der Anderen. Der Engel zeigt ihm Bilder aus der Zukunft, in denen Scrooge von seinen Mitmenschen gefeiert wird, da er ihnen mit seinem Geld geholfen hat (Wie ein Wunder).
Scrooge bittet den Engel, ihm Belle zu zeigen. Nach einigem Zögern des Engels, findet sich das Trio auf einem Friedhof wieder, da Belle gestorben ist. Scrooge erkennt, dass der Engel in Wahrheit Belle ist und die Zwei teilen einen letzten, gemeinsamen Moment miteinander. Danach verschwinden Belle und der endlich erlöste Marley wieder (Ein Leben lang II, Wir alle sind Engel).
Scrooge wacht in seinem Bett auf und findet sich als völlig anderen Menschen wieder. Er freut sich auf das Weihnachtsfest und schickt den Sternsänger vom Vortag los, um den größten Truthahn zu kaufen, den er finden kann (Hoch am Himmel – Reprise 2, Ein neues Leben).
Bei den Cratchits feiert man Weihnachten, Mr. Cratchit möchte auf Scrooge trinken. Gerade, als Mrs. Cratchit über Scrooge schimpft tritt er ein, um zu fragen, ob er mit feiern darf. Er verspricht, Bob zukünftig viel besser zu behandeln und seiner Familie zu helfen (Weihnacht, Weihnacht – Finale).

## Liederfolge

### Akt I
- Ouvertüre I
- Am Heiligen Abend
- Ich bin ein Geist
- Jeder hat ein Recht auf Glück (auch Jeder hat das Recht auf Glück)
- Hoch am Himmel
- Weihnachten ist Rattendreck
- Weihnacht, Weihnacht
- In Ketten geschmiedet
- Spiegel der Zeit (seit 2013, auch Im Spiegel der Zeit)
- Folge mir (wird mehrmals als Leitmotiv im Stück verwendet)
- Nur eine Kleinigkeit
- Fezziwigs Tanz (auch Mr. Fezziwigs Tanz)
- Ein Leben lang
- Was habe ich getan

### Akt II
- Ouvertüre II
- Oops, das tut uns leid
- Lied eines Engels
- Scrooge, wach endlich auf
- Hoch am Himmel – Reprise
- Diese Nacht soll niemals enden
- Wie ein Wunder
- Ein Leben lang II
- Wir alle sind Engel
- Hoch am Himmel – Reprise 2 (auch Hoch am Himmel II)
- Ein neues Leben
- Weihnacht, Weihnacht – Finale (auch Weihnacht, Weihnacht II)
- Mega-Mix – Zugabe

## Produktionsgeschichte
Das Musical wurde im November 2001 im TheatrO CentrO in Oberhausen zur Weihnachtszeit mit 47 Shows uraufgeführt. 2002 fanden im November und Dezember parallel rund 120 Aufführungen im Kölner Musical Dome und im Berliner Theater des Westens statt. 2003 wurde das Stück erneut in Oberhausen aufgeführt, daneben kam es zu einer parallelen Aufführung im Auditorium der Messe München. Insgesamt besuchten etwa 350.000 Zuschauer diese Vorstellungen.
2006 wurde das Musical im Schillertheater in Berlin aufgeführt. 2007 kam es erneut zu einer Aufführung an zwei Standorten, so wurde im Theater am Marientor in Duisburg sowie im Musicalpalast in Frankfurt am Main gespielt.
Eine englische Übersetzung des Musicals wurde 2008 von dem amerikanischen Theater-Regisseur Craig Simmons in Zusammenarbeit mit Dirk Michael Steffan erstellt, die ersten englischsprachigen Aufführungen waren für 2010 vorgesehen, darunter in London.
2009 wurde das Stück im Düsseldorfer Capitol Theater aufgeführt, 2010 spielte Vom Geist der Weihnacht erneut in Köln. 2011 wurde erneut an zwei Standorten gespielt, im Deutschen Theater in München und in der Alten Oper in Frankfurt. 2012 gab es erstmals ein Gastspiel im Colosseum Theater in Essen und 2013 eine weitere Inszenierung in Düsseldorf. 2014 wurde das Musical erstmals im Rahmen einer Tournee aufgeführt. 2015 gastierte das Musical erneut in Oberhausen. 2016 wurde das Stück zum zweiten Mal in Duisburg aufgeführt. Im Dezember 2016 zog es in die Sartory-Säle in Köln um.
Von 2017 bis 2019 spielte das Musical mit brandneuem Bühnen- und Kostümbild in Nordhausen.
In Österreich spielte die Lichtenberger Bühne das Musical erstmalig am 7. Dezember 2023 im Kulturstadl Moarhof Eidenberg. Regie führte Raimund Stangl, Musikalischer Leiter war Gerald Landschützer. Unterstützt wurden die 28 Laienschauspieler von einer achtköpfigen Band sowie neun weiteren Chorsängern.
2023 nahm das Festspielhaus Neuschwanstein in Füssen die überarbeitete Fassung des Musicals in ihren Spielplan auf und inszeniert diese seitdem jährlich. 2024 wurde die Füssener Inszenierung außerdem in Oberhausen als erstes Stück im neu eröffneten Metronom Theater aufgeführt.

## Besetzung

### 2000er Jahre
| Vom Geist der Weihnacht | Besetzung Oberhausen (2001) | Besetzung Berlin (2002) | Besetzung Köln (2002) | Besetzung Oberhausen (2003)       | Besetzung München (2003) | Besetzung Berlin (2006)        | Besetzung Frankfurt (2007) | Besetzung Duisburg (2007) | Besetzung Düsseldorf (2009) |
| ----------------------- | --------------------------- | ----------------------- | --------------------- | --------------------------------- | ------------------------ | ------------------------------ | -------------------------- | ------------------------- | --------------------------- |
| Ebenezer Scrooge        | Kristian Vetter             | Ethan Freeman           | Tom Zahner            | Jeroen Phaff                      | Jan Gebauer              | Kristian Vetter / Chris Murray | James Sbano                | Felix Martin              | Kristian Vetter             |
| Jacob Marley            | Peter Trautwein             | Peter Trautwein         | Peter Trautwein       | Guildo Horn                       | Peter Trautwein          | Peter Trautwein                | Peter Trautwein            | Werner Bauer              | Werner Bauer                |
| Engel                   | Judith Hildebrandt          | Monika-Julia Dehnert    | Monika-Julia Dehnert  | Sanni Luis / Monika-Julia Dehnert | Judith Hildebrandt       | Maricel                        | Ina Nadine Wagler          | Jasmin Wagner             | Patricia Kelly              |
| Belle                   | Judith Hildebrandt          | Monika-Julia Dehnert    | Monika-Julia Dehnert  | Sanni Luis / Monika-Julia Dehnert | Judith Hildebrandt       | Maricel                        | Ina Nadine Wagler          | Jasmin Wagner             | Patricia Kelly              |
| Mr. Cratchit            | Lutz Thase                  |                         |                       |                                   |                          |                                | Oliver Utecht              | Stefan Vinzberg           | Lutz Thase                  |
| Mrs. Cratchit           |                             |                         |                       |                                   |                          |                                | Annette Kuhn               | Gabi Schmidt              | Annette Kuhn                |
| Mrs. Pillbox            |                             |                         |                       |                                   |                          |                                | Annette Kuhn               | Gabi Schmidt              | Annette Kuhn                |
| Mrs. Fezziwig           |                             |                         |                       |                                   |                          |                                | Anne Welte                 | Heike Schmitz             | Heike Schmitz               |
| Mrs. Shellcock          |                             |                         |                       |                                   |                          |                                | Anne Welte                 | Heike Schmitz             | Heike Schmitz               |
| Mr. Fezziwig            |                             |                         |                       |                                   |                          |                                | Daniel Coninx              | Axel Kraus                | Axel Kraus                  |
| Mr. Beavis              |                             |                         |                       |                                   |                          |                                | Daniel Coninx              | Axel Kraus                | Axel Kraus                  |
| Junger Scrooge          |                             |                         |                       |                                   |                          |                                | Lutz Standop               | Jörn Linnenbröker         | Lutz Standop                |
| Mr. Butthead            |                             |                         |                       |                                   |                          |                                | Lutz Standop               | Jörn Linnenbröker         | Lutz Standop                |
| Junger Marley           |                             |                         |                       |                                   |                          |                                | Andreas Berg               | Tim David Hüning          | André Naujoks               |
| Timmy                   |                             |                         |                       |                                   |                          |                                | Janko Danailow             | Oliver Heim               | Dennis Jankowiak            |
| Mr. Highprice           |                             |                         |                       |                                   |                          |                                | Guido Weber                | Michael Chadim            | Alexander Prosek            |
| Mr. Betsy               |                             |                         |                       |                                   |                          |                                | Guido Weber                | Michael Chadim            | Alexander Prosek            |
| Mr. Lowprice            |                             |                         |                       |                                   |                          |                                | Torsten Ankert             | Hansjörg Zäther           | André Sade                  |
| Mr. Kent                |                             |                         |                       |                                   |                          |                                | Torsten Ankert             | Hansjörg Zäther           | André Sade                  |
| Mrs. Pommeroy           |                             |                         |                       |                                   |                          |                                | Nicole Sieger              | Miriam Lotz               | Julia Felthaus              |
| Liz Pommeroy            |                             |                         |                       |                                   |                          |                                | Janine Tippl               | Peggy Pollow              | Saskia Huppert              |

### 2010er Jahre
| Vom Geist der Weihnacht | Besetzung Köln (2010) | Besetzung Füssen, München und Frankfurt (2011) | Besetzung Essen (2012) | Besetzung Düsseldorf (2013) | Besetzung Tournee (2014) | Besetzung Oberhausen (2015)    | Besetzung Duisburg und Köln (2016) | Besetzung Nordhausen (2017)   | Besetzung Nordhausen (2018) | Besetzung Nordhausen (2019) |
| ----------------------- | --------------------- | ---------------------------------------------- | ---------------------- | --------------------------- | ------------------------ | ------------------------------ | ---------------------------------- | ----------------------------- | --------------------------- | --------------------------- |
| Ebenezer Scrooge        | Chris Murray          | Kristian Vetter                                | Kristian Vetter        | Kristian Vetter             | Felix Martin             | Felix Martin / Kristian Vetter | Nigel Casey / Kristian Vetter      | Thomas Kohl                   | Thomas Kohl                 | Thomas Kohl                 |
| Jacob Marley            | Ron Holzschuh         | Werner Bauer                                   | Klaus Seiffert         | Peter Trautwein             | Mathias Schlung          | Ron Holzschuh                  | Andreas Wolfram                    | Marian Kalus                  | Marian Kalus                | Marian Kalus                |
| Engel                   | Sandy Mölling         | Sandy Mölling                                  | LaFee                  | Stefanie Hertel             | Jeanette Biedermann      | Annemarie Eilfeld              | Annemarie Eilfeld                  | Stefanie Hertel               | Stefanie Wesser             | Stefanie Hertel             |
| Belle                   | Sandy Mölling         | Sandy Mölling                                  | LaFee                  | Stefanie Hertel             | Jeanette Biedermann      | Annemarie Eilfeld              | Annemarie Eilfeld                  | Stefanie Hertel               | Stefanie Wesser             | Stefanie Hertel             |
| Mr. Cratchit            | Maciej Salamon        | Maciej Salamon                                 | Thomas Schweins        | Hans-Dieter Heiter          | Jens-Uwe Richter         | Hans-Dieter Heiter             | Hans-Dieter Heiter                 | Oliver Polenz                 | Oliver Polenz               |                             |
| Mrs. Cratchit           | Annette Kuhn          | Julia Felthaus                                 | Julia Felthaus         | Julia Felthaus              | Silke Geertz             | Suzanne Dowaliby               | Suzanne Dowaliby                   | Anja Daniela Wagner           | Anja Daniela Wagner         |                             |
| Mrs. Pillbox            | Annette Kuhn          | Julia Felthaus                                 | Julia Felthaus         | Julia Felthaus              | Silke Geertz             | Suzanne Dowaliby               | Suzanne Dowaliby                   | Anna Baranowska               | Anna Baranowska             |                             |
| Mrs. Fezziwig           | Anne Welte            | Sissy Staudinger                               | Jeanne-Marie Nigl      | Isabella Prühs              | Judith Steinhäuser       | Anja Wessel                    | Heike Schmitz                      | Anette Leistenschneider       | Eva Lankau                  | Eva Lankau                  |
| Mrs. Shellcock          | Anne Welte            | Sissy Staudinger                               | Jeanne-Marie Nigl      | Isabella Prühs              | Judith Steinhäuser       | Anja Wessel                    | Heike Schmitz                      | Brigitte Roth                 | Brigitte Roth               |                             |
| Mr. Fezziwig            | Axel Kraus            | Axel Kraus                                     | James Sbano            | James Sbano                 | Axel Kraus               | Marco Rudolph                  | Dirk Hinzberg                      | Eberhard Hertel / Hans Burika | Jörg Neubauer               | Jörg Neubauer               |
| Mr. Beavis              | Axel Kraus            | Axel Kraus                                     | James Sbano            | James Sbano                 | Axel Kraus               | Marco Rudolph                  | Dirk Hinzberg                      | David Johnson                 | David Johnson               |                             |
| Junger Scrooge          | Oliver Nöldner        | Krisha Dalke                                   | Krisha Dalke           | Patrick Adrian Stamme       | Christian Menzi          | Lutz Standop                   | Christian Funk                     | David Roßteutscher            | David Roßteutscher          |                             |
| Mr. Butthead            | Oliver Nöldner        | Krisha Dalke                                   | Krisha Dalke           | Patrick Adrian Stamme       | Christian Menzi          | Lutz Standop                   | Christian Funk                     | Dimitar Radev                 | Dimitar Radev               |                             |
| Junger Marley           | André Naujoks         | André Naujoks                                  | Florian Claus          | Daniel-Erik Biel            | Daniel-Erik Biel         | Daniel-Erik Biel               | Daniel Printz                      |                               |                             |                             |
| Timmy                   | Lukas Weinert         | Florian Peters                                 | Martin Mulders         | Michael Zaremba             | Kinderdarsteller         | Kinderdarsteller               | Kinderdarsteller                   | Johanna Mross                 | Johanna Mross               | Johanna Mross               |
| Mr. Highprice           | Alexander Prosek      | Alexander Prosek                               | Dirk Hinzberg          | Dirk Hinzberg               | Kevin Dickmann           | Kevin Dickmann                 | Kevin Dickmann                     | David Roßteutscher            | David Roßteutscher          |                             |
| Mr. Betsy               | Alexander Prosek      | Alexander Prosek                               | Dirk Hinzberg          | Dirk Hinzberg               | Kevin Dickmann           | Daniel Printz                  | Daniel-Erik Biel                   | Yavor Genchev                 | Yavor Genchev               |                             |
| Mr. Lowprice            | André Sade            | André Sade                                     | Stefan Stara           | Krisha Dalke                | André Sade               | Simon Horvath                  | Simon Horvath                      | Matthias Röttig               | Matthias Röttig             |                             |
| Mr. Kent                | André Sade            | André Sade                                     | Stefan Stara           | Krisha Dalke                | André Sade               | Martin Mulders                 | Martin Mulders                     | David Roßteutscher            | David Roßteutscher          |                             |
| Mrs. Pommeroy           | Iris Werlin           | Christin Bonin                                 | Suzanne Dowaliby       | Suzanne Dowaliby            | Suzanne Dowaliby         | Yael de Vries                  | Yael de Vries                      | Monica Becar                  | Monica Becar                |                             |
| Liz Pommeroy            | Peggy Pollow          | Jessica Wall                                   | Verena Raab            | Laura Birte                 | Claudia Funke            | Claudia Funke                  | Catrin Omlohr                      | Katharina Blum                | Katharina Blum              |                             |

### 2020er Jahre
| Vom Geist der Weihnacht | Besetzung Füssen (2023)      | Besetzung Eidenberg (2023)     | Besetzung Füssen (2024)                                                          | Besetzung Oberhausen (2024) |
| ----------------------- | ---------------------------- | ------------------------------ | -------------------------------------------------------------------------------- | --------------------------- |
| Ebenezer Scrooge        | Kristian Vetter              | Jürgen Elmer                   | Chris Murray                                                                     | Felix Martin                |
| Jacob Marley            | Jörg Hilger / Patrick Stanke | Siegfried Koll                 | Jörg Hilger / Marc Trojan / Tim Wilhelm                                          | Robin Scheel / Tim Wilhelm  |
| Engel                   | Misha Kovar                  | Andrea Hackl                   | Misha Kovar / Madeleine Haipt / Stefanie Gröning / Luzia Sahler / Finola Schulze | Marie Wegener               |
| Belle                   | Stefanie Gröning             | Maria Schneckenleithner        | Misha Kovar / Madeleine Haipt / Stefanie Gröning / Luzia Sahler / Finola Schulze | Mascha Kamenskikh           |
| Mr. Cratchit            |                              | Matthias Kastner               | Lutz Thase                                                                       | Maico Claßen                |
| Mrs. Cratchit           |                              | Sandra Bertleff                | Suzanne Dowaliby                                                                 | Aileen-Chantal Rothkegel    |
| Mrs. Pillbox            |                              | Kerstin Leeb                   | Suzanne Dowaliby                                                                 |                             |
| Mrs. Fezziwig           |                              | Martina Danninger              | Carina Nopp                                                                      | Nina Barton                 |
| Mrs. Shellcock          |                              | Gerlinde Kastner               | Carina Nopp                                                                      |                             |
| Mr. Fezziwig            |                              | Jürgen Gutenbrunner            | Jens Rainer Kalkmann                                                             | Oliver Sekula               |
| Mr. Beavis              |                              | Jürgen Gutenbrunner            | Jens Rainer Kalkmann                                                             |                             |
| Junger Scrooge          |                              | Eric Gutenbrunner              | Michael Thurner                                                                  | André Naujoks               |
| Mr. Butthead            |                              | Anja Hackl (als Mrs. Butthead) | Michael Thurner                                                                  |                             |
| Junger Marley           |                              | Jonas Mitterböck               | Michael Schneider                                                                | Robin Scheel                |
| Timmy                   |                              | Eva-Maria Schöffl              | Immanuel Grau                                                                    | Dominik Tiefgraber          |
| Mr. Highprice           |                              | Franz Steinberger              | Eike Rücker-Klapper                                                              | Tobias Waschke              |
| Mr. Betsy               |                              |                                |                                                                                  |                             |
| Mr. Lowprice            |                              | Bernhard Weber                 | Daniel Hauser / Michael Konicek                                                  | Manuel Jadue                |
| Mr. Kent                |                              | Franz Wiesmayr                 | Daniel Hauser / Michael Konicek                                                  |                             |
| Mrs. Pommeroy           |                              | Martina Danninger              | Nicole Ciroth                                                                    | Mareike Dieluweit           |
| Liz Pommeroy            |                              | Anja Hackl                     | Jennifer Messner                                                                 | Lea Kurbjun                 |

## CD-Aufnahmen
- 2002: Album zur Welturaufführung im TheatrO CentrO in Oberhausen
- 2010: Album aus dem Musical Dome in Köln

## DVD-Veröffentlichungen
Die erste DVD wurde 2002 anlässlich der Welturaufführung im TheatrO CentrO in Oberhausen veröffentlicht. Es spielten Kristian Vetter (Scrooge), Judith Hildebrandt (Belle/Engel) und Peter Trautwein (Marley). Die zweite DVD wurde 2009 im Capitol Theater in Düsseldorf aufgezeichnet. In dieser spielten Kristian Vetter (Scrooge), Patricia Kelly (Engel) sowie Werner Bauer (Marley).